# Fabjan Tomić
Fabjan Tomić (Split, 15. lipnja 1995.), hrvatski nogometni vratar koji je trenutno na posudbi u NK Rudešu iz Hajduka. Do 2014. godine jedini su mu nastupi za kadete 2011./12. (24) i juniore 2012./13. (14). Prošao je Hajdukovu omladinsku školu.
Za prvu momčad isprva vrijeme provodi na klupi za rezerve, prvi puta 30. listopada 2013 na Kup utakmici protiv Vinogradara u Mladini (1:3), a prvi službeni nastup zabilježio je 9. ožujka 2014. protiv Istre 1961 u Puli, koja je završila s 1:1, a ulazi kao zamjena ozlijeđenom Stipici u 6. minuti nadoknade prvog poluvremena, a u 83. minuti brani Hajderu i Batarelu. Hajduk je na ovoj utakmici dobio gol iz nepostojećeg jednaesterca skandaloznim suđenjem Frana Jovića, a primio ga je Dante Stipica u 42. minuti.
Sin je Hajdukova vratara Sandra Tomića.
Statistika u Hajduku
| Natjecanje        | Nastupi | Zgoditci |
| ----------------- | ------- | -------- |
| Prvenstvo         | 7       | 0        |
| Kup               | 0       | 0        |
| Superkup          | 0       | 0        |
| Međunarodne       | 0       | 0        |
| Splitski podsavez | 0       | 0        |
| Ukupno            | 7       | 0        |
| Prijateljske      | 2       | 0        |
| Sveukupno         | 9       | 0        |